# De Young Memorial Museum
Il M. H. de Young Memorial Museum si trova nel Golden Gate Park a San Francisco (USA). Il museo ospita opere d'arte americana, africana, orientale ed arte delle civiltà precolombiane. Periodicamente ospita esposizioni temporanee di grande interesse.
Il museo espone opere di numerosi importanti artisti come: James Abbott McNeill Whistler, Georgia O'Keeffe, John Singer Sargent, Georges Seurat, Gerhard Richter, Diego Rivera, Kiki Smith, ecc.

## La sede
La sede attuale del museo è una costruzione lunga e bassa immersa nel verde del Golden Gate Park; occupa un'area di oltre 27000 m² ed è costituita da un corpo centrale dominato da una torre di otto piani dalla forma leggermente contorta.
Sorge di fronte all'Accademia Californiana delle Scienze, la cui sede è in ristrutturazione su progetto dell'architetto italiano Renzo Piano. L'intero edificio del museo, compresa la torre panoramica, è rivestito da pannelli di rame ossidato, caratterizzati da forature e bugnature, che conferiscono al museo una spiccata personalità. L'utilizzo, con il rame, di materiali naturali come la pietra e il vetro creano una connessione tra costruzione e il rigoglioso ambiente naturale circostante offerto dal parco.
Le forature nei pannelli in rame, in parte riciclato, intendono ricreare un effetto luminoso simile a quello della luce del sole che filtra attraverso fronde di un bosco.
La torre, alta 45 metri, è accessibile al pubblico e offre una vista a 360 gradi sul circostante parco e sui vicini quartieri residenziali di San Francisco.

## Storia
Il museo nacque nel 1894 da una sezione appositamente studiata di un complesso fieristico utilizzato per la California Midwinter International Exposition per volontà di Michael H. de Young, un editore del San Francisco Chronicle.
Nel 1919 l'architetto Christian Mulgardt realizzò una nuova sede, mentre nel 1921 venne realizzata la sezione centrale della costruzione dominata dalla particolare torre.
Il 17 ottobre 1989 l'edificio venne severamente danneggiato dal terremoto di Loma Prieta che colpisce l'intera Baia di San Francisco con magnitudo 7.1 della scala Richter.
Il 15 ottobre 2005 il nuovo museo, ricostruito grazie ad una generosa raccolta di fondi, viene finalmente riaperto al pubblico nella nuova sede realizzata su progetto dagli architetti svizzeri Herzog & de Meuron, vincitori del prestigioso Premio Pritzker. Con un riordino delle collezioni cittadine, tutte le opere di arte europea, dall'antichità all'inizio del XX secolo, sono state spostate al California Palace of the Legion of Honor.

## Collezioni
Pittura americanaIl museo ospita una delle migliori collezioni statunitensi di pittura Americana. Rinvigorito dalla recente acquisizione della Rockefeller Collection of American Art, questa collezione raggruppa oltre 1000 dipinti che rappresentano uno spettro dell'arte Americana dal periodo coloniale ad oggi.
Arte decorativa e scultura americanaLa collezione di arte decorativa e scultura americana del museo sta gradualmente assumendo rilevanza nel panorama statunitense. Tra le recenti acquisizioni Zig V, una delle opere principali del grande scultore statunitense David Smith. La collezione include la famosa finestra Tree of Life della Prairie School di Frank Lloyd Wright.
Arte africanaquesta collezione raccoglie opere provenienti da numerose aree dell'Africa subsahariana mostrando alcune delle più antiche e varie tradizioni artistiche. È una collezione in rapida crescita.
Arte oceanicaQuesta è una delle prime collezioni essendo parte del museo sin dalla data della sua apertura. Nel corso del secolo la collezione si è ulteriormente arricchita con opera da tutta l'Oceania. Di particolare rilievo la selezione di sculture in legno delle popolazioni Maori della Nuova Zelanda.
Arte della Nuova GuineaLa Collezione Jolika d'arte della Nuova Guinea raccoglie oltre 400 capolavori. Si tratta di una collezione unica di valore enciclopedico di pezzi particolarmente rari. Questa sezione del museo si pone al medesimo livello dei più importanti musei europei e australiani.
Arte tessileUna non comune combinazione di geografia, tradizione e tecnica è rappresentata dalla collezione di manufatti tessili. Si va dagli abiti di moda del diciottesimo secolo sino al più importante gruppo di kilim dell'Anatolia esistente al di fuori dei confini turchi.
Arte delle AmericheLa collezione raggruppa di oggetti provenienti dalla Mesoamerica, America Centrale e del Sud, della costa Ovest dell'America del Nord e rivela la ricchezza e complessità dell'arte che unisce le Americhe. Da menzionare la collezione unica di pitture murali proveniente da Teotihuacan (Messico).
Collezione d'oggetti d'arte contemporaneaNel corso degli ultimi due decenni, il museo ha raccolto una delle principali collezioni di oggetti d'arte contemporanea negli Stati Uniti. La collezione, che riunisce lavori in vetro, ceramica, legno, fibre e metallo, si distingue sia per qualità che per profondità, con opere di differenti periodi della carriera dei maggiori artisti.